# شریف‌آباد (نهاوند)
شریف‌آباد روستایی در بخش خزل شهرستان نهاوند استان همدان ایران است.

## جمعیت
بر پایه سرشماری عمومی نفوس و مسکن در سال ۱۳۹۵ جمعیت این مکان ۶۶۷ نفر (۲۱۰خانوار) بوده‌است.